# Cal Gabriel (la Vilella Baixa)
Cal Gabriel és una casa de la Vilella Baixa (Priorat) inclosa a l'Inventari del Patrimoni Arquitectònic de Catalunya.

## Descripció
Casa de planta baixa, pis i golfes. Té una porta adovellada i una finestra al primer pis amb un marc de fusta treballat, detall no gaire usual a la comarca. Les parets són de pedra i morter arrebossat.

## Història
Pertany al sector antic del poble que s'engrandí durant el segle xix passant cap el riu. Avui és habitada, tot el contrari del que és habitual, al cantó que mira al riu, quedant en desús la zona noble que dona al carrer major.